# Prix Cabrol
Pour les articles homonymes, voir Cabrol.
Le prix Cabrol est décerné chaque année par la Société des lettres, sciences et arts de l'Aveyron afin de récompenser une personne qui met les arts, les lettres ou les sciences rouergats à l'honneur.
Ce prix a été institué par testament d’Élie Cabrol né en 1829.
En 1914, il était de 600 francs. 
Ce prix est toujours distribué par la Société des lettres, sciences et arts de l’Aveyron.

## Lauréats

### Depuis 1907
- 1907 Justin Bessou, poète-félibre
- 1908 Hippolyte Coste, botaniste
- 1909 Eugène Viala, peintre-aquafortiste
- 1910 Joseph Malet, sculpteur
- 1911 Pierre Verlaguet, historien
- 1912 Henri Vernhes, sculpteur
- 1913 Albert Driesler, peintre
- 1914 Fernand de Barrau, historien
- 1915 Louis Bertrand, statuaire, et Fernand Andrieu, sculpteur-tailleur de pierre
- 1916 Frédéric Hermet, archéologue
- 1917 Marc Robert, sculpteur
- 1918 Amans Sabatié, historien
- 1919 Casimir Serpantié, peintre
- 1920 Abel Lafleur, graveur
- 1921 Louis Bellouvet, statuaire
- 1922 Tristan Richard, peintre-portraitiste et pastelliste, et Farrenq, ferronnier d'art
- 1923 Firmin Laur, sculpteur-ébéniste
- 1924 Adolphe Bex, ébéniste, et Louis Durand, sculpteur sur bois
- 1925 Roger Serpantié, peintre
- 1926 Pierre Benoit, historien
- 1937 Louis Balsan, spéléologue-archéologue
- 1943 Jean Ferrieu, peintre, et Louis Lacout, félibre
- 1948 Alexandre Albenque, archéologue
- 1966 Christiane Burucoa, poète
- 1968 Jean Ségalat, peintre
- 1971 Henri Mouly, poète-félibre
- 1975 Antoine Debat, historien
- 1980 Alain Vernhet, archéologue
- 1984 Gilbert Bou, critique et historien de l'art
- 1995 Hervé Vernhes, sculpteur
- 1998 Louis Causse, architecte
- 2001 Denys-Paul Bouloc, écrivain
- 2004 Lucien Dausse, archéologue
- 2008 Jacques Frayssenge, conservateur des archives municipales de Millau, et Pierre Lançon, bibliothécaire de la Société des lettres, sciences et arts de l'Aveyron et du centre de documentation historique et de la bibliothèque municipale de Conques
- 2012 Roger Béteille, géographe
- 2017 Jean Cazelles, photographe, et Ulysse Lacombe, sculpteur
- 2021 Orest Ranum, historien et universitaire